# Pittas
Die Pittas (Pittidae) sind eine Familie in der Ordnung der Sperlingsvögel (Passeriformes). Die Vögel leben in Zentralafrika, Süd- und Südostasien und in Australien. Die meisten Arten kommen in Südostasien vor.

## Merkmale
Es handelt sich um kleine, kurzschwänzige und drosselartige Waldbodenbewohner mit buntem Gefieder. Der Kopf ist relativ groß, der Hals kurz, der Körper gedrungen und die Flügel kurz und an der Spitze abgerundet. Die verschiedenen Arten werden 15 bis 28 Zentimeter lang. Unter den 31 Arten zeigen einige einen ausgeprägten Geschlechtsdimorphismus, bei anderen Arten sind dagegen beide Geschlechter gleich gefärbt. Viele Pittaarten sind sehr bunt gefärbt, vor allem blau, grün, rot und gelb kommen häufig vor. Die leuchtenden Farben befinden sich vor allem auf der Bauchseite oder sind bei gefalteten Flügeln nicht sichtbar, so dass Vögel Raubtieren nicht zu sehr ins Auge fallen.

## Lebensweise
Pittas leben einzelgängerisch versteckt in unterholzreichen Regenwäldern, Bambusdickichten, Buschlandschaften und Mangroven. Sie bevorzugen die Nähe von fließenden Gewässern und gehen im Gebirge bis in Höhen von 2500 Metern. Tagsüber halten sie sich meist auf dem Boden auf, die Nacht verbringen sie hoch in den Bäumen. Auch in Gefahr flüchten sie meist zuerst zu Fuß. Die Vögel markieren ihr Revier durch einen Gesang, der aus mehrsilbigen Pfiffen, aber auch grunzenden und wimmernden Tönen besteht. Zum Singen fliegen sie in die Bäume. Sie suchen ihre Nahrung auf dem Erdboden und ernähren sich hauptsächlich von Würmern, Spinnen, Insekten, Samen und Früchten, aber auch von kleinen Echsen und Fröschen. Einige Pittaarten unternehmen während der Nacht weite Wanderzüge.

## Fortpflanzung
Pittas sind monogam. Sie brüten in den Tropen am Ende der Regenzeit, wenn ihre Hauptnahrung, Insekten, besonders zahlreich sind. In gemäßigteren Zonen pflanzen sie sich im Sommer fort. Bei einigen Arten hat man einen Balztanz beobachtet, bei dem das Männchen von einem Ast in Bodennähe Luftsprünge macht und seinen farbigen Bauch präsentiert. Pittas bauen große, kuppelförmige, mit Moos und Blätter getarnte Nester mit seitlichem Eingang zwischen Wurzeln, herabgefallenen Ästen oder niedrigen Büschen in Höhen von einem bis zwei Metern. Diese enthalten zwei bis sieben glänzend weiße oder isabellfarbene Eier mit rötlichen bis purpurfarbenen Sprenkeln und Punkten. Beide Geschlechter beteiligen sich an der Aufzucht der Jungen. Nach 14 bis 18 Tagen schlüpfen die zunächst nackten Jungen, die nach 15 bis 17 Tagen das Nest verlassen, von den Eltern aber noch etwa zehn Tage lang weiter gefüttert werden.

## Gefährdung
Die natürlichen Feinde der Pittas sind Greifvögel, Kleinkatzen und Schlangen. Heute sind Pittas durch die Abholzung der Regenwälder, Waldbrände und die Zerstörung ihrer sonstigen Habitate gefährdet. Sie werden als Nahrungsmittel oder zur Käfighaltung vom Menschen gefangen. Die IUCN stuft den Goldkehlpitta Thailands und des südlichen Myanmar als stark gefährdet ein. Schneiderpitta, Rotrückenpitta, Schwarzrückenpitta, Blaubauchpitta, Kochpitta, Maronenrückenpitta, Nymphenpitta und Schwarzgesichtpitta gelten als gefährdet, Riesenpitta, Sulapitta, Granatpitta und Mangrovepitta als potenziell gefährdet.

## Systematik
Pittas gehören innerhalb der Sperlingsvögel (Passeriformes) zu der Unterordnung der Schreivögel (Tyranni). Ihre nächsten Verwandten sind die Lappenpittas (Philepittidae) und die Breitrachen (Eurylaimidae).
- Erythropitta Bonaparte, 1854

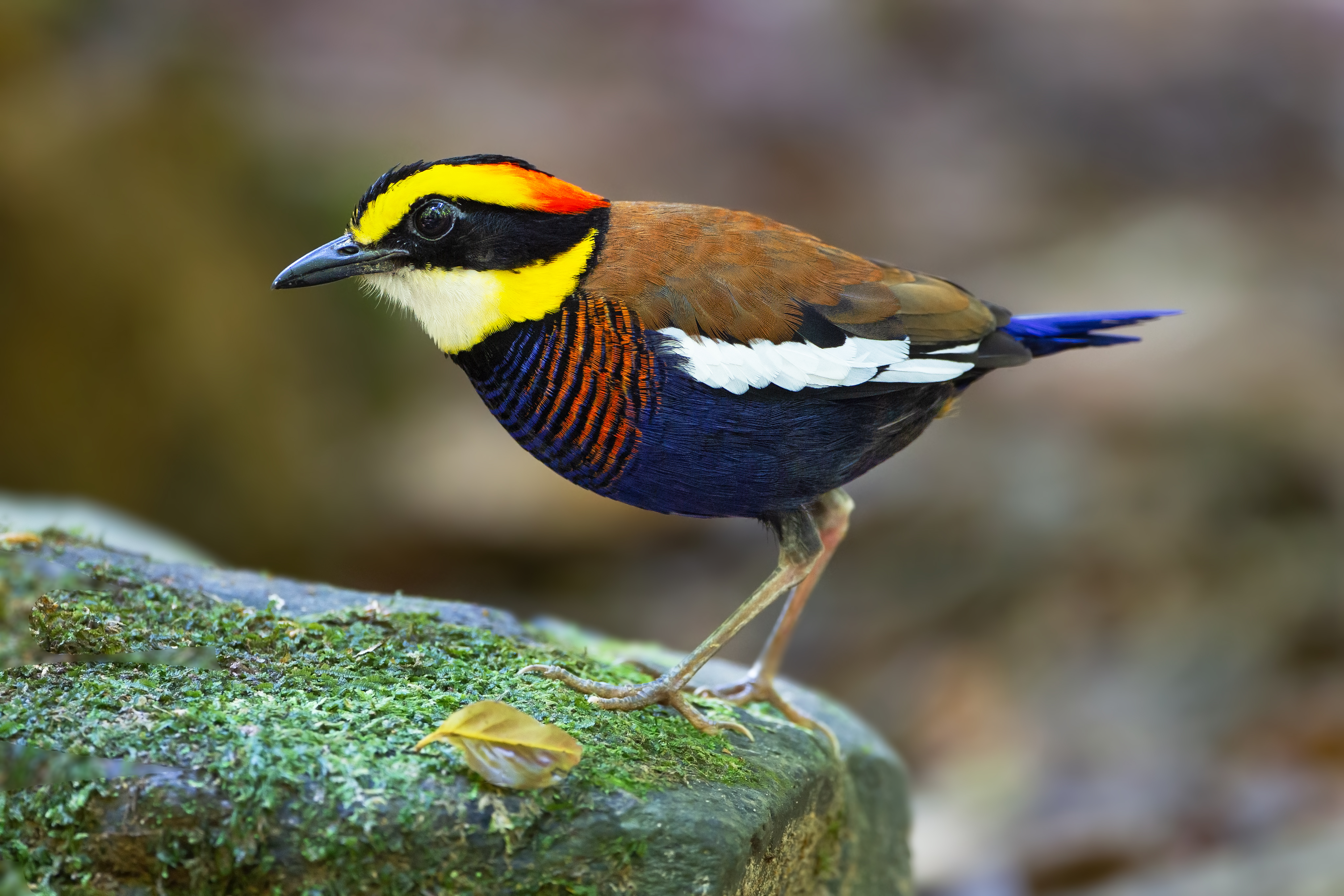
Malaiienbindenpitta (Hydrornis irena)

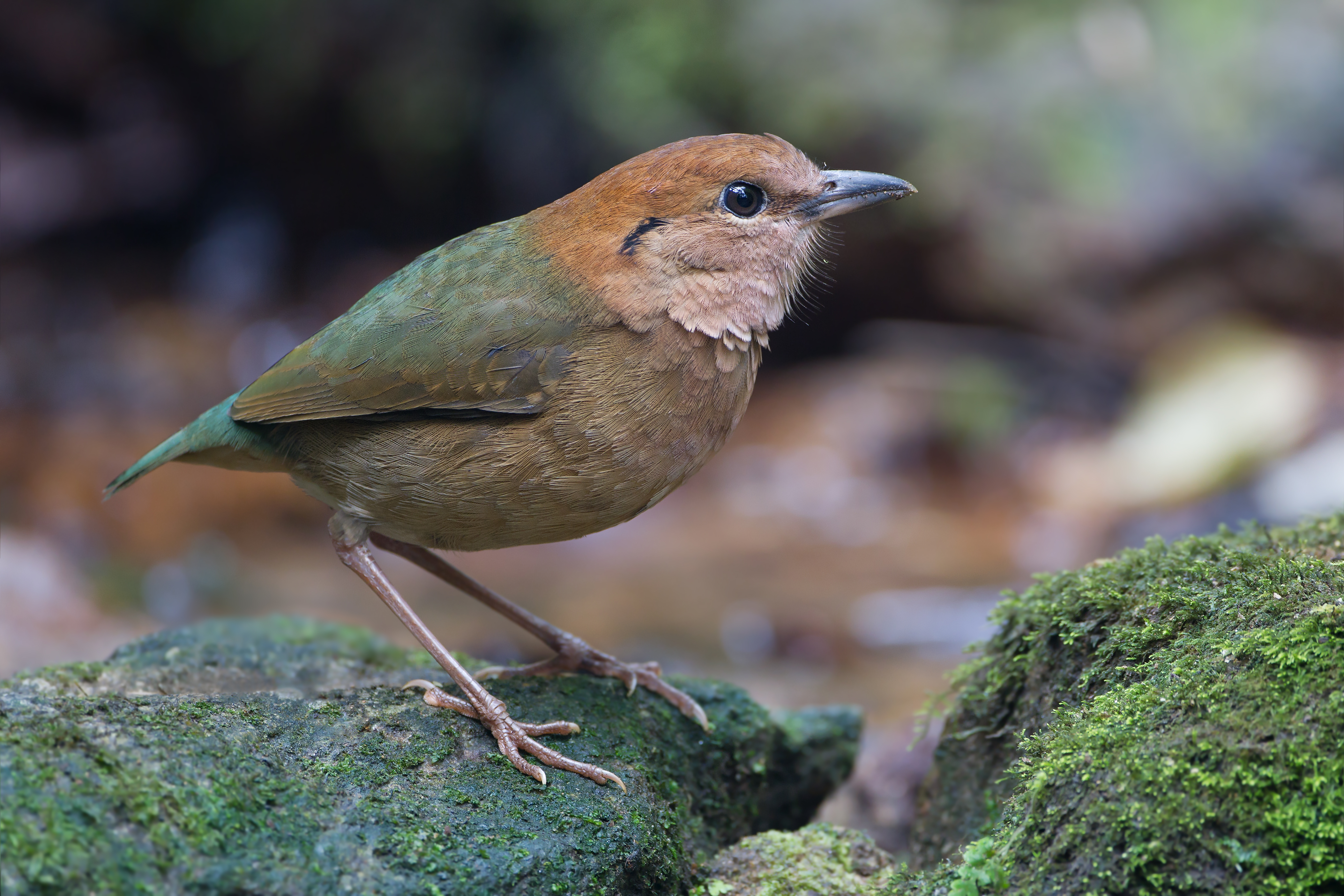
Braunkopfpitta (Hydrornis oatesi)

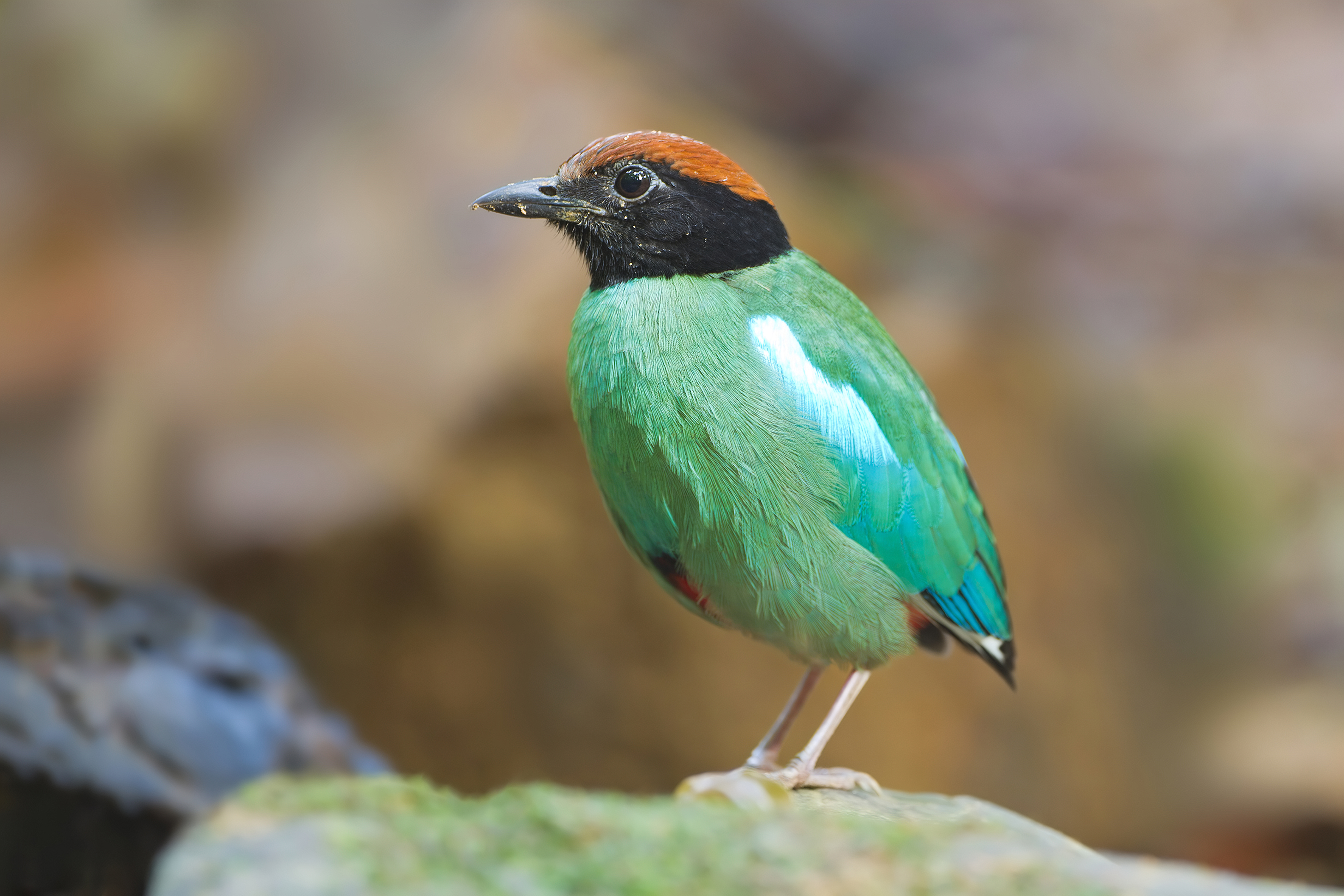
Kappenpitta (Pitta sordida)

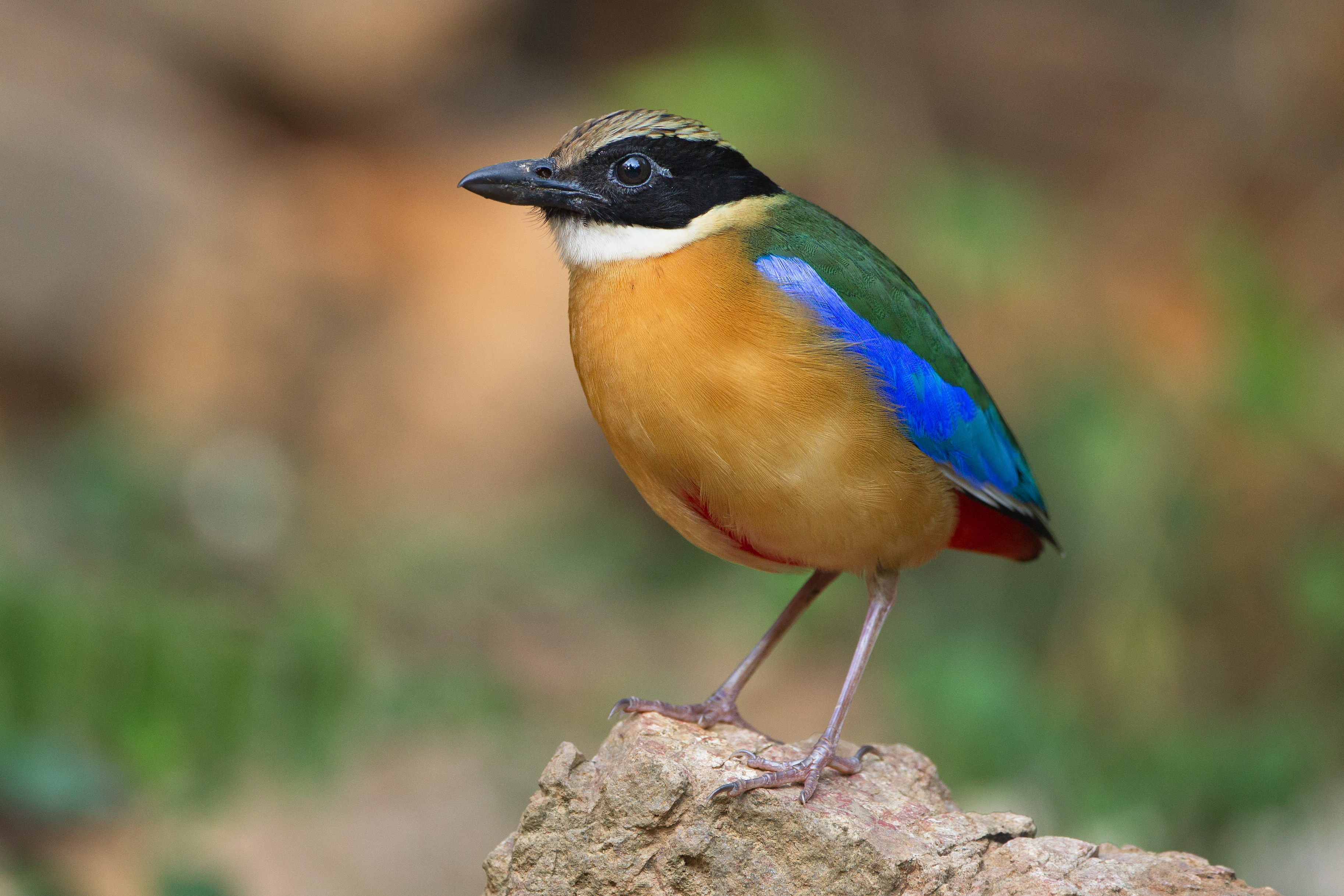
Kleine Blauflügelpitta (Pitta moluccensis)

  - Rotkopfpitta (Erythropitta arcuata)
  - Blaubrustpitta (Erythropitta erythrogaster)
  - Louisiade-Blaubrustpitta (Erythropitta meeki)
  - Granatpitta (Erythropitta granatina)
  - Kochpitta (Erythropitta kochi)
  - Maronenrückenpitta (Erythropitta venusta)
  - Schwarzrote Pitta (Erythropitta ussheri)
- Hydrornis Blyth, 1843
  - Rotrückenpitta (Hydrornis baudii)
  - Riesenpitta (Hydrornis caeruleus)
  - Blaupitta (Hydrornis cyaneus)
  - Grünscheitelpitta (Hydrornis ellioti)
  - Javabindenpitta (Hydrornis guajanus)
  - Goldkehlpitta (Hydrornis gurneyi)
  - Malaiienbindenpitta (Hydrornis irena)
  - Blaunackenpitta (Hydrornis nipalensis)
  - Braunkopfpitta (Hydrornis oatesi)
  - Ohrenpitta (Hydrornis phayrei (Blyth, 1862))
  - Schneiderpitta (Hydrornis schneideri)
  - Borneobindenpitta (Hydrornis schwaneri)
  - Blaubürzelpitta (Hydrornis soror)
- Pitta Vieillot, 1816
  - Schwarzgesichtpitta (Pitta anerythra)
  - Angolapitta (Pitta angolensis)
  - Bengalenpitta (Pitta brachyura Linnaeus 1766)
  - Schmuckpitta (Pitta elegans)
  - Regenbogenpitta (Pitta iris)
  - Weißbrustpitta (Pitta maxima)
  - Große Blauflügelpitta oder Mangrovepitta (Pitta megarhyncha)[2]
  - Kleine Blauflügelpitta (Pitta moluccensis)[3]
  - Nymphenpitta (Pitta nympha Temminck & Schlegel 1850)
  - Grünbrustpitta (Pitta reichenowi)
  - Kappenpitta (Pitta sordida)
  - Blaubauchpitta (Pitta steerii)
  - Schwarzrückenpitta (Pitta superba)
  - Lärmpitta (Pitta versicolor)